# Bikin (stad)
Bikin (Russisch: Бикин) is een stad in het uiterste zuiden van de Russische kraj Chabarovsk en vormt het bestuurlijk centrum van het gelijknamige gemeentelijke district Bikinski. De stad ligt nabij de grens met China aan de rivier de Bikin (zijrivier van de Oessoeri) in het Laagland van de Oessoeri, op ongeveer 230 kilometer ten zuidwesten van Chabarovsk. De stad ligt tevens aan de Trans-Siberische spoorlijn (8765e kilometer van Moskou) en de A-370. Bikin telt ongeveer 19.600 inwoners (2002).

## Geschiedenis
De plaats werd in 1885 gesticht als de stanitsa van de Oessoeri-Kozakken onder de naam Bikinskaja in de gelijknamige stanitsaokroeg iets ten westen van de beboste uitlopers van de Sichote-Alin. De plaats groeide in belang door de aanleg van de spoorlijn van Chabarovsk en Vladivostok tussen 1894 en 1897. In 1926 kreeg Bikin de status van arbeidersnederzetting en in 1938 de status van stad.

## Economie
In de stad bevinden zich bedrijven rond de houtverwerkende industrie (zoals een zaagmolen en bosbouwbedrijven), bedrijven in de lichte industrie en de voedingsmiddelenindustrie. In de omgeving van de stad worden gewassen als aardappelen, groenten en granen verbouwd en bevinden zich enige veeteelt en bijenhouderijen.
Ook bevindt zich een klein streekmuseum in de stad.
| 1939   | 1959   | 1970   | 1979   | 1989   | 2002   |
| ------ | ------ | ------ | ------ | ------ | ------ |
| 15.000 | 18.500 | 17.500 | 17.700 | 19.129 | 19.641 |

Bestuurlijk centrum: Chabarovsk

Amoersk · Bikin · Komsomolsk aan de Amoer · Nikolajevsk aan de Amoer · Sovjetskaja Gavan · Vjazemski